# Samsung Galaxy Note 7
Samsung Galaxy Note 7 (tên thương hiệu và thị trường là Samsung Galaxy Note7) là một phablet điện thoại thông minh chạy Android được phát triển và sản xuất bởi Samsung Electronics. Chiếc điện thoại là kế thừa sự thành công của Samsung Galaxy Note 5 trong năm 2015, đã được công bố bởi Samsung vào ngày 2 tháng 8 năm 2016 tại sự kiện Galaxy Unpacked ở New York, Mỹ, trực tiếp sự kiện tại London và Rio. Nó được phát hành vào 19 tháng 8 năm 2016 ở Mỹ và dự kiến sẽ phát hành vào ngày 2 tháng 9 năm 2016 ở châu Âu. Và với việc người dùng đã chán thiết kế của iPhone, Galaxy Note 7 sẽ phá vỡ thế độc tôn của Apple. Tuy nhiên sau đó, những báo cáo về hiện tượng pin máy cháy nổ dẫn đến việc thu hồi Note 7 trên toàn cầu. Hiện giờ Samsung Galaxy Note 7 vẫn đang được Samsung tiếp tục thu hồi, chiếc điện thoại còn bị cấm đưa lên các chuyến bay hàng không. Và đây là chiếc điện thoại tai tiếng nhất lịch sử Samsung.
Samsung công bố vào ngày 11 Tháng 10 năm 2016, kết thúc sản xuất Galaxy Note 7. Tập đoàn này kêu gọi hãy tắt các điện thoại Galaxy Note 7 ngay cả các điện thoại đã được thay pin và không nên dùng chúng nữa.
Ngày 7/7/2017, Samsung cho ra mắt Galaxy Note Fan Edition (Note FE) là phiên bản tân trang của Note7 với pin giảm còn 3200mAh đã lên kệ tại Hàn Quốc, nhằm tri ân những người dùng yêu quý dòng Note series. 

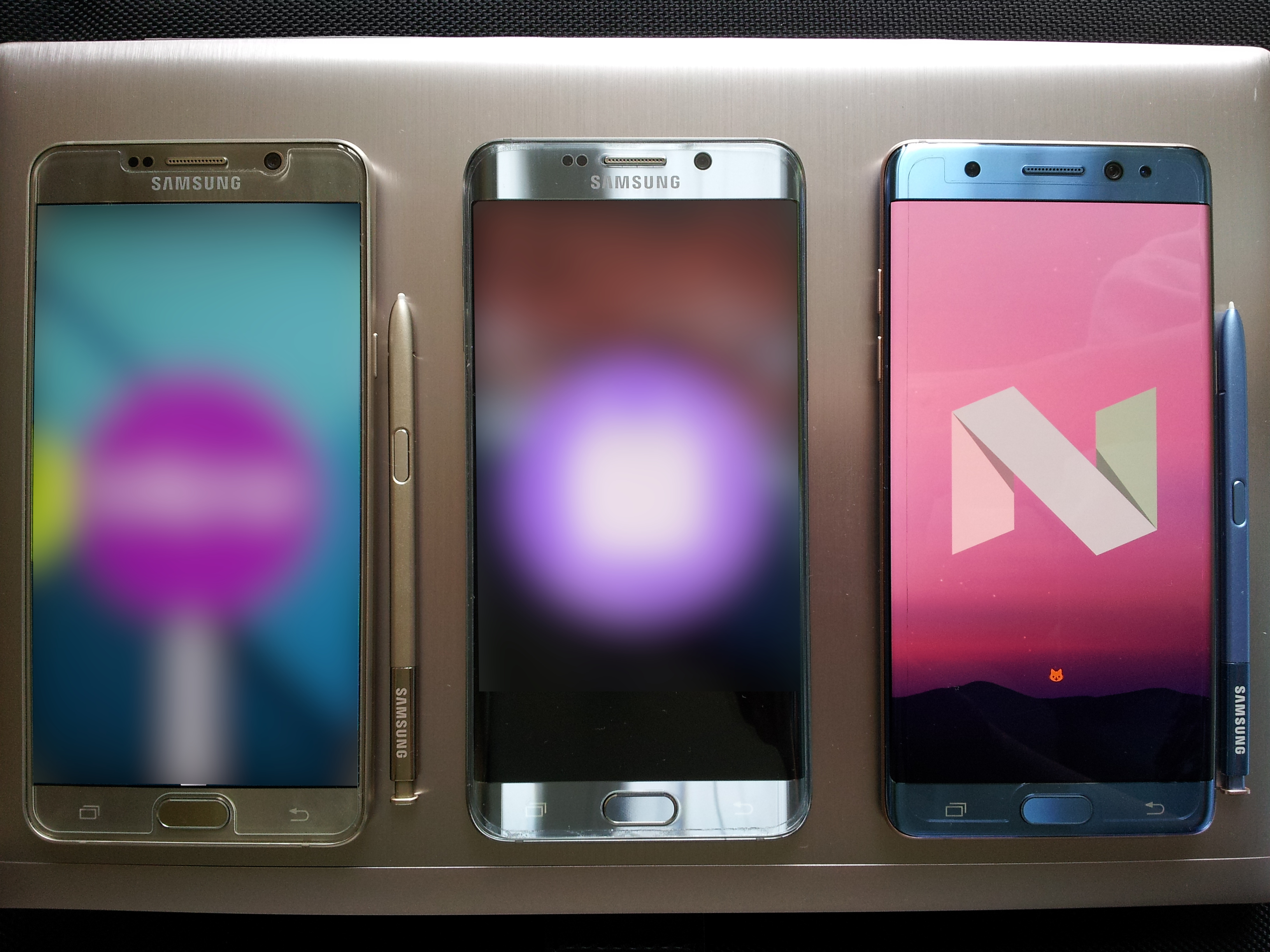
So sánh mặt trước của Samsung Galaxy Note 5 (trái), S6 edge+ (giữa) và Note 7 (phải)

## Thông số kỹ thuật

### Phần cứng
Samsung Galaxy Note 7 có màn hình 5.7-inch Super AMOLED HDR10 vát cong 2 cạnh bên với độ phân giải 2.560 x 1.440 pixel. Nó có bộ nhớ trong 64GB (khoảng 53GB khả dụng cho người dùng), RAM 4GB  LPDDR4 RAM và bao gồm khe thẻ nhớ microSD lên đến 256GB.
Galaxy Note 7 là điện thoại Galaxy đầu tiên có tính năng quét mống mắt - Irish Scanner, cho phép mở khóa điện thoại bằng mống mắt (tuy nhiên bị hạn chế bởi bóng tối và nếu người dùng đeo kính). Samsung Galaxy Note 7 còn là điện thoại Samsung đầu tiên trang bị USB Type-C. Phiên bản ở Hàn Quốc có khả năng điều khiển TV.
Galaxy Note 7 sử dụng SoC Exynos 8890 Octa trên phiên bản quốc tế, trong khi ở Mỹ và Trung Quốc sẽ sử dụng Snapdragon 820 SoC.
Galaxy Note 7 sở hữu 2 mặt kính cường lực Gorilla Glass 5 và viền nhôm, kháng nước IP68.
Dung lượng pin 3500mAh, có sạc nhanh 15W (Quick Charge 2.0) và sạc không dây.

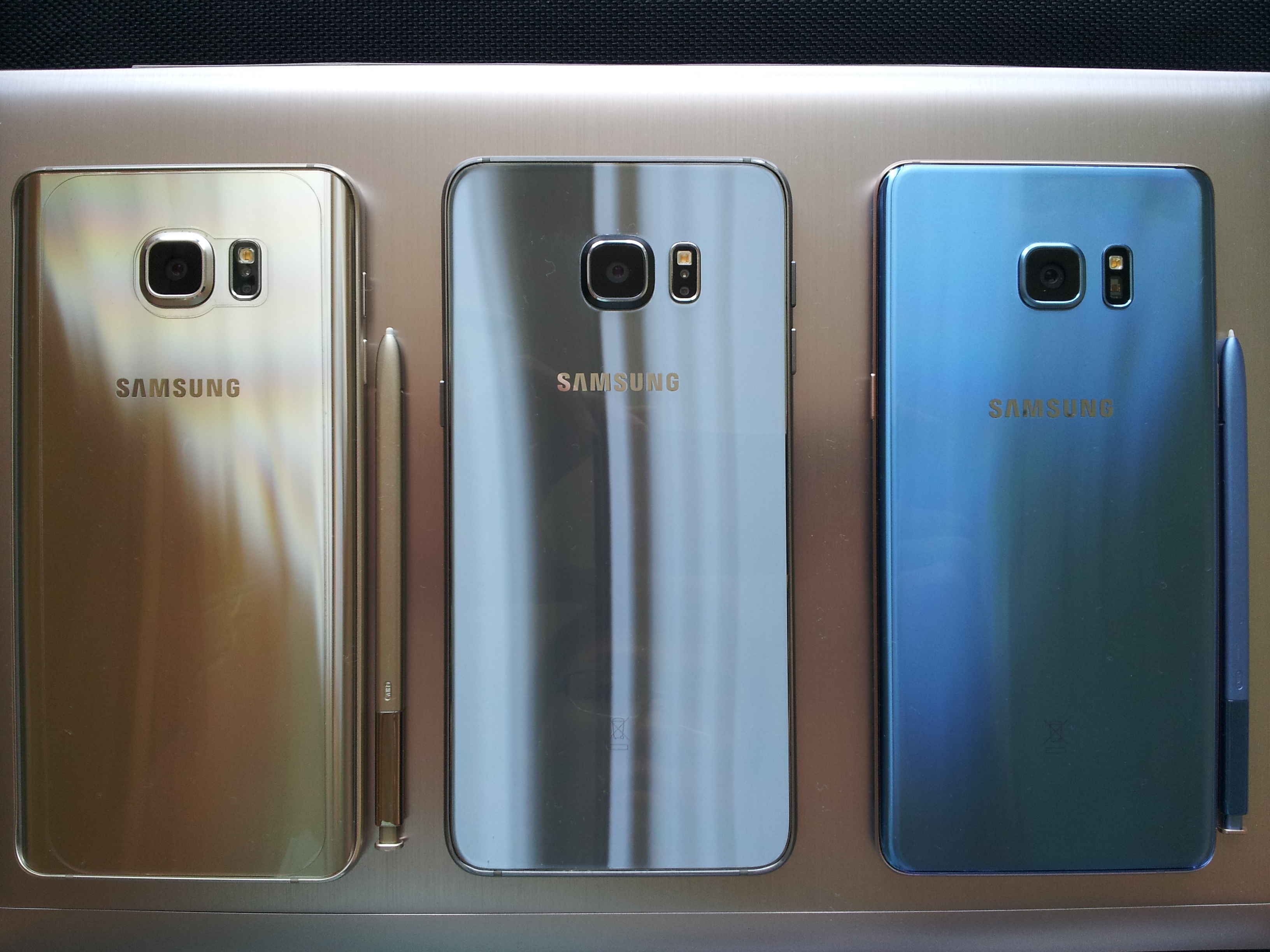
So sánh mặt lưng của Samsung Galaxy Note 5 (trái), S6 edge+ (giữa) và Note 7 (phải)

Tùy chọn màu sắc:
- Blue Coral,
- Gold Platinum,
- Silver Titanium,
- Black Onyx.

### Máy ảnh
Galaxy Note 7 module máy ảnh giống như dòng Galaxy S7/S7 edge. Nó có 12 megapixel với khẩu độ f/1.7. Máy ảnh có chức năng quay 4K (2160p) với 30FPS, 1080p với 30/60fps và 720p slow-mo @ 240fps. Máy ảnh trước 5 megapixel cảm biến ISOCELL với khẩu độ f/1.7 và góc mở rộng. Cả hai máy ảnh đều có HDR tự động.

### Phần mềm
Samsung Galaxy Note 7 phát hành với Android 6.0.1 Marshmallow và dự kiến sẽ nhận cập nhật Android 7.0 sớm sau khi phát hành và là điện thoại đầu tiên được thiết kế lại giao diện người dùng Touchwiz của Samsung, tên là "Grace UX".
Giống như thế hệ Galaxy S7/S7 Edge, những chiếc Galaxy Note 7 chỉ có thể được nâng cấp tối đa lên Android 8.0 với giao diện Samsung Experience cũ.

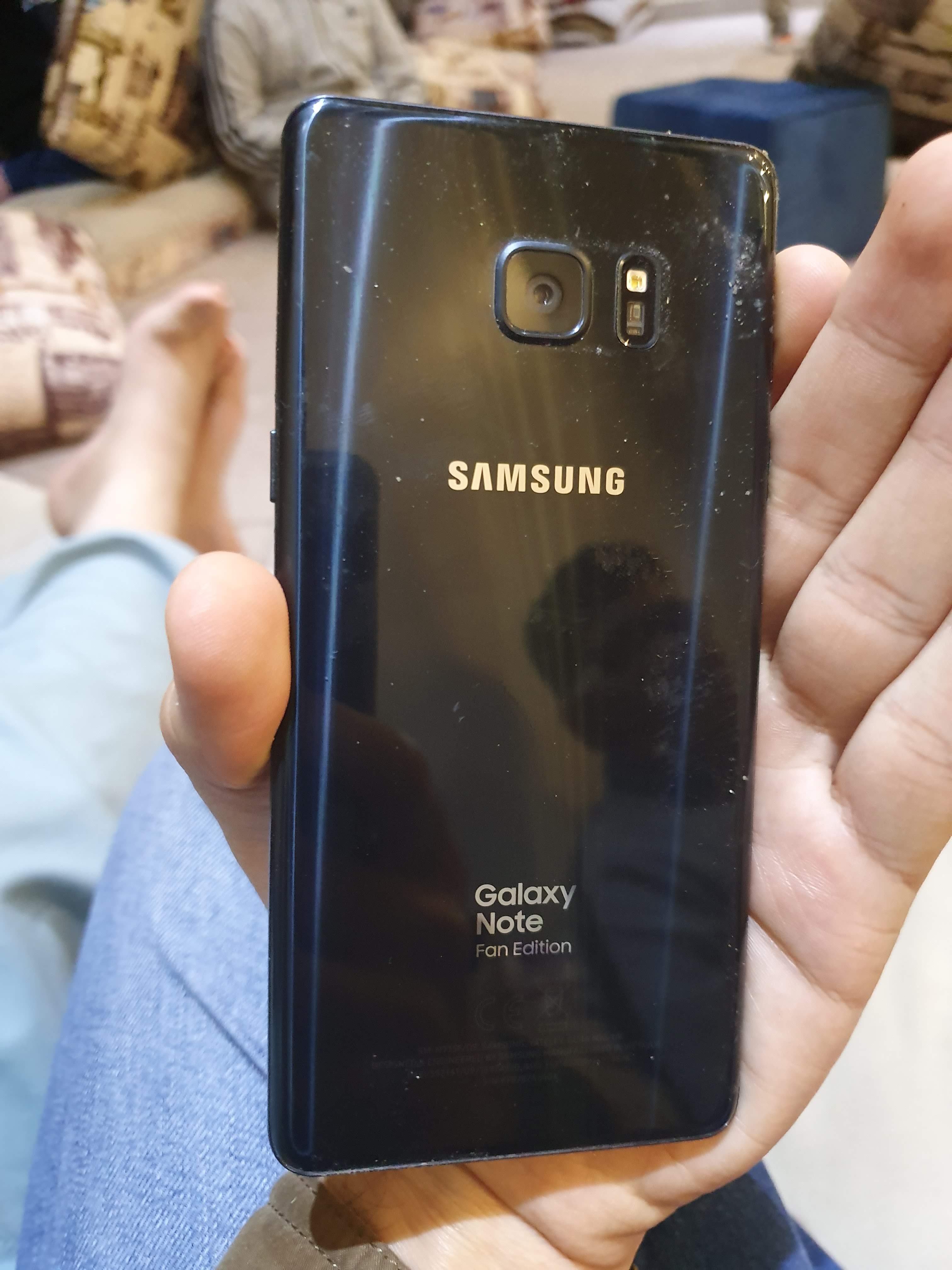
Trên tay Samsung Galaxy Note Fan Edition

### Bộ nhớ
Galaxy Note 7 trang bị bộ nhớ trong 64GB cùng với thẻ nhớ ngoài micro-SD.

### Phát hành
Số lượng đặt hàng trước ở Hàn Quốc đã phá vỡ kỷ lục với 200.000 đơn đặt hàng trước chỉ trong 2 ngày. Samsung Canada tuyên bố rằng số lượng đặt hàng trước ở Canada rất lớn. Do nhu cầu tại một số quốc gia như Malaysia, Hà Lan, Nga và Ukraine dẫn đến sự trì hoãn đến tháng 9 do thiếu hụt nguồn cung.

## Sự cố cháy nổ, ngưng bán toàn cầu và thu hồi
Đầu tháng 9 năm 2016, Samsung tạm thời ngưng bán Galaxy Note7 vì sự cố liên quan đến pin. Nhiều báo cáo của người dùng cho thấy rất nhiều trường hợp máy tự bốc cháy, Samsung đã thực hiện chính sách đổi trả cho khách hàng với các sản phẩm bị lỗi.
Vào ngày 11 tháng 10 năm 2016, Samsung công bố kết thúc sản xuất Galaxy Note7, bởi vì tỷ lệ lỗi pin là quá nhiều và thực sự thiết kế của máy không thể chịu nổi sự quá nhiệt của viên pin. Tập đoàn này kêu gọi khách hàng hãy tắt các điện thoại Galaxy Note 7, kể cả các điện thoại đã được thay pin và không nên dùng chúng nữa. Vào ngày 22/1/2017 Samsung công bố nguyên nhân lỗi pin và tiến hành thu hồi máy trên toàn thế giới. Hiện giờ Samsung Galaxy Note 7 vẫn đang được Samsung tiếp tục thu hồi, chiếc điện thoại còn bị cấm đưa lên các chuyến bay hàng không.

## Phiên bản Galaxy Note Fan Edition
Galaxy Note Fan Edition hay Note FE được Samsung tung ra vào tháng 7 năm 2017 với viên pin giảm xuống 3200mAh, cùng thời gian với Galaxy Note8 với số lượng có hạn nhằm tri ân các khách hàng yêu mến dòng Note series và cho những ai yêu thích thiết kế cũ với Nút home vật lý và màn hình tỷ lệ 16:9. Hộp máy có một hình trái tim cách điệu rất ấn tượng.
Galaxy Note Fan Edition xuất xưởng với Android 7, và được cập nhật lên Android 9, giao diện One UI 1.0, một điểm tích cực so với thế hệ Galaxy S7/S7 Edge.

## Liên kết
- Trang chủ Samsung: http://www.samsung.com/global/galaxy/galaxy-note7/
- Chi tiết thông số kỹ thuật tại PDAdb.net